# كوثر العسال
كوثر العسال (26 نوفمبر 1939  - 29 سبتمبر 2013 )، ممثلة وكاتبة مصرية.

## عن حياتها
قدمت أول أفلامها في عام 1964 حصلت على شهادة الثقافة لمعت في السينما والمسرح. تزوجت من الفنان عبد المنعم إبراهيم ثم من الفنان محمد وفيق، اعتزلت الفن عام 1996.

### وفاتها
توفيت مساء 29 سبتمبر 2013 عن عمر ناهز 74 عاماً.

## أعمالها

### من الأفلام
- شفاه غليظة.
- الإرهاب.
- حافية على جسر الذهب.
- من أجل الحياة.
- مين يقدر على عزيزة.
- امرأة للحب.
- السلم الخلفي.
- أنف وثلاث عيون.
- نحن لا نزرع الشوك.
- صباح الخير يا زوجتي العزيزة.
- ليلة واحدة.
- إجازة بالعافية.
- العقل والمال.
- الحرام.
- الوديعة.
- لعبة الحب والجواز.
- امرأة في دوامة.

### من المسلسلات
- لن أعيش في جلباب أبي.
- قالب:الخير ينتصر أحياناً.
- أهل الطريق.
- أوراق الورد.
- القاهرة والناس.
- بنات الثانوية.

### من المسرحيات
- القضية رقم واحد.

## روابط خارجية
- كوثر العسال على موقع الدهليز
- كوثر العسال على موقع قاعدة بيانات الأفلام العربية